# Veselí nad Lužnicí
Pour les articles homonymes, voir Veselí.
Veselí nad Lužnicí  (en allemand : Wesseli an der Lainsitz, auparavant Frohenbruck) est une ville du district de Tábor, dans la région de Bohême-du-Sud, en Tchéquie. Sa population s'élevait à 6 580 habitants en 2024.

## Géographie
Veselí nad Lužnicí est arrosée par la Lužnice, un affluent de la Vltava, et se trouve à 9 km au nord de Soběslav, à 26 km au sud de Tábor, à 29 km au nord-est de České Budějovice et à 101 km au sud-sud-est de Prague.
La commune est limitée par Žíšov et Řípec au nord, par Zlukov et Drahov à l'est, par Vlkov au sud-est, par Ponědrážka au sud, par Bošilec au sud-ouest et par Sviny à l'ouest.

## Histoire
La première mention écrite du village date de 1259.

## Galerie

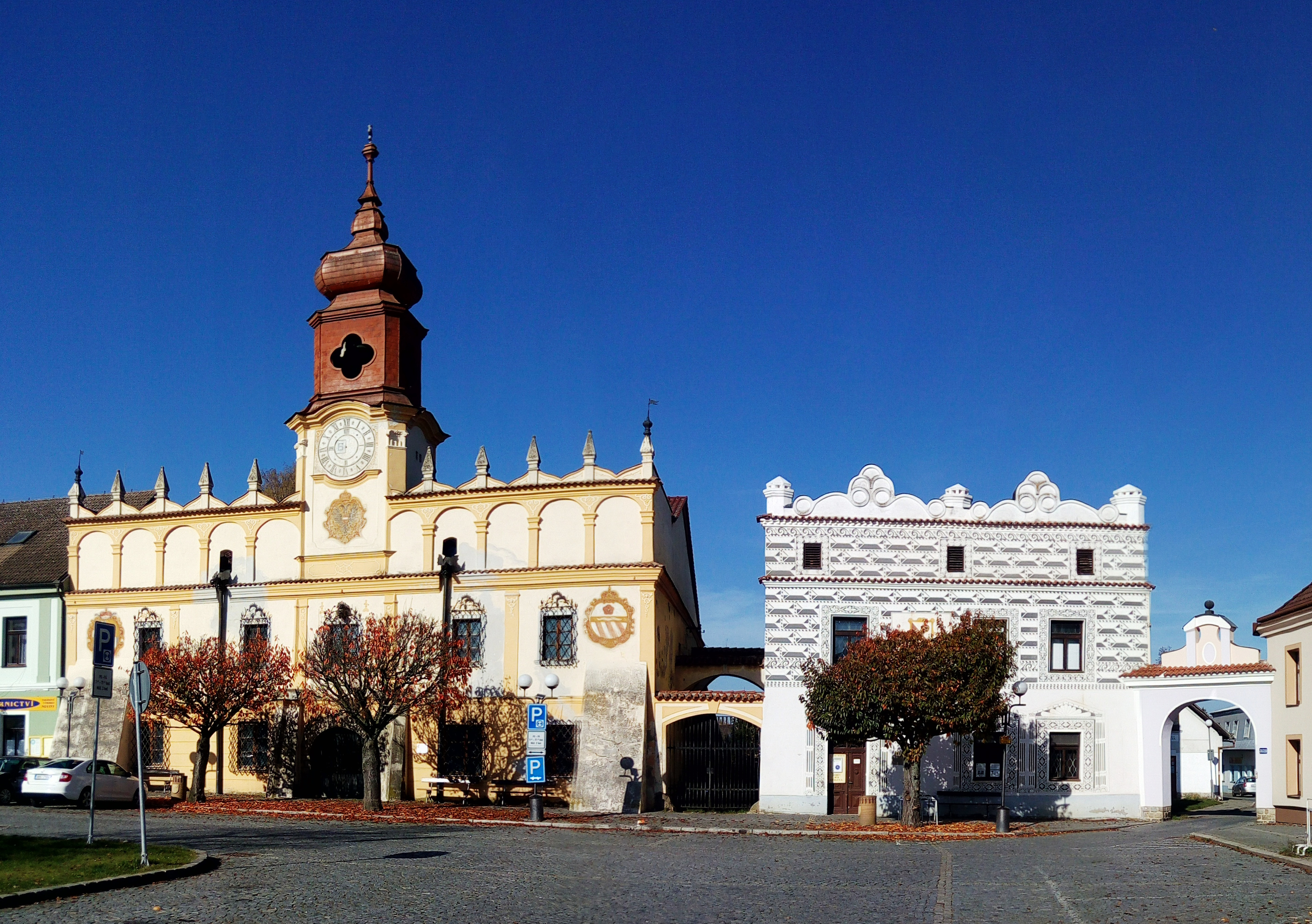
Place Masaryk : hôtel de ville et musée.
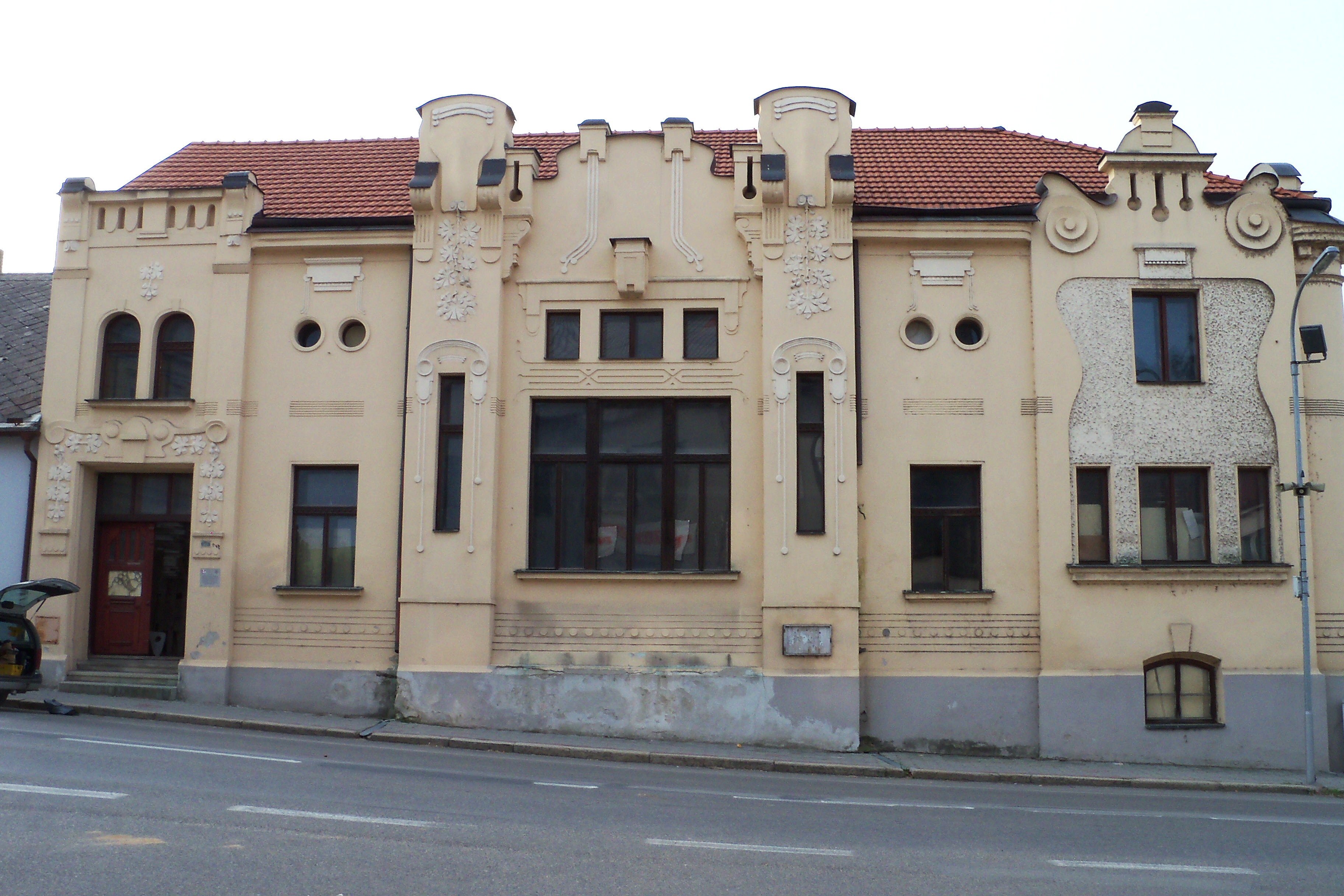
Maison du Sokol.

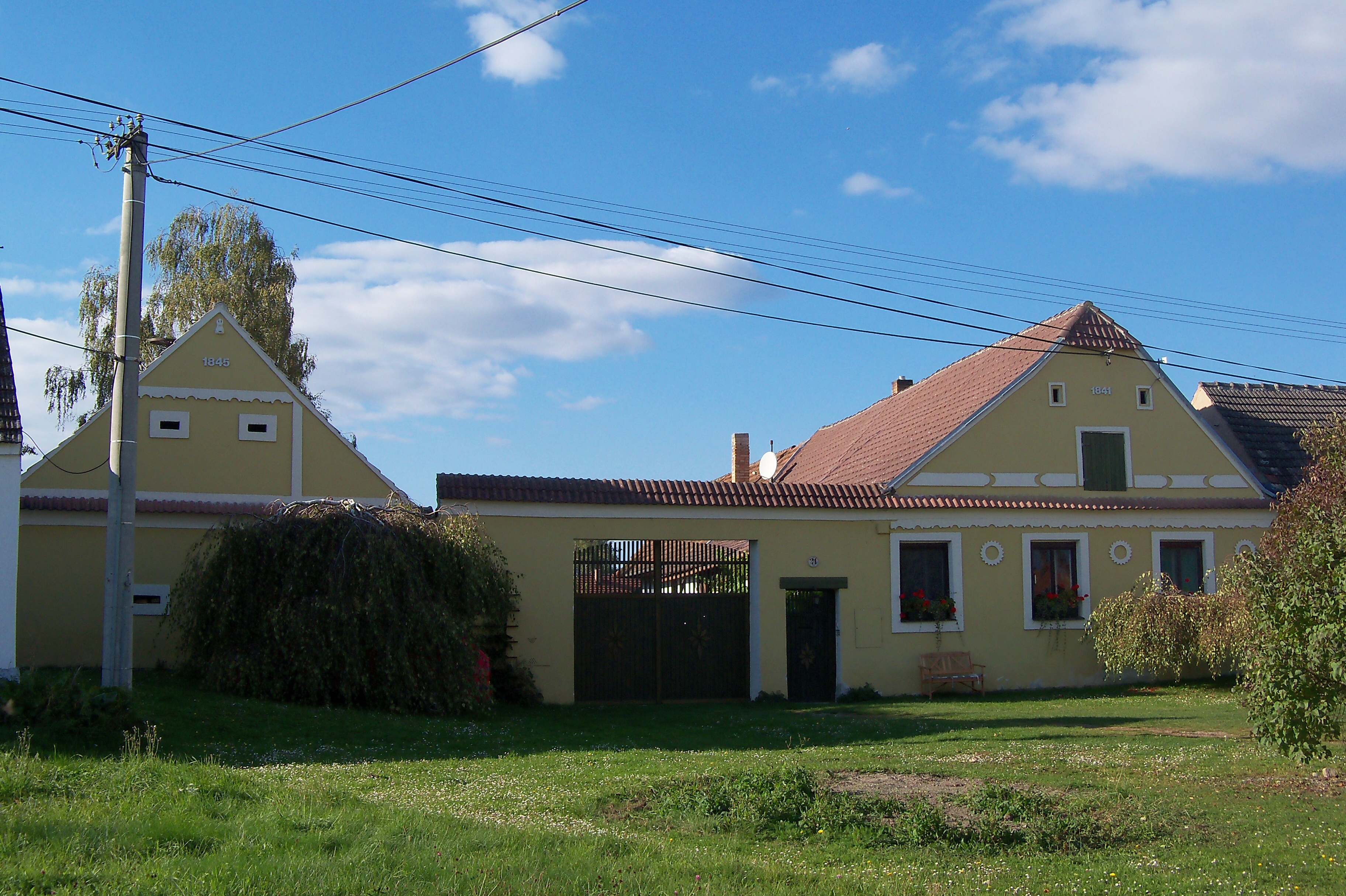
Architecture locale inspirée du baroque (quartier Horusice, 1841-1845).

## Transports
Par la route, Veselí nad Lužnicí se trouve à 9 km de Soběslav, à 26 km de Jindřichův Hradec, à 32 km de Tábor, à 33 km de Ceské Budejovice et à 120 km de Prague.

## Personnalité
- Lubomír Štrougal (1924-2023), homme d’État tchèque.